# Machimus achterbergi
Machimus achterbergi är en tvåvingeart som beskrevs av Tomasovic 2004. Machimus achterbergi ingår i släktet Machimus och familjen rovflugor.
Artens utbredningsområde är Portugal. Inga underarter finns listade i Catalogue of Life.